# Romero Regales
Romero Regales (Sittard, 7 november 1986) is een Nederlands-Curaçaos voetballer die doorgaans als aanvaller speelt.

## Carrière
Regales speelde tot 2007 voor amateurclub RKVV Almania. Nadat hij overstapte naar Fortuna Sittard debuteerde hij daarvoor een seizoen later in de Eerste divisie. Hij kwam dat seizoen vijf wedstrijden in actie. Daarop zette hij een stap terug naar amateurvereniging FC Vinkenslag.
Regales verhuisde in de loop van het seizoen 2010/11 naar België. Hij tekende bij Excelsior Veldwezelt en werd daarmee tweede in de Vierde klasse. In de eindronde greep de club naast promotie. Een jaar later scoorde Regales twintig keer in dertig wedstrijden, waarna Patro Eisden Maasmechelen hem aantrok. Hier droeg hij met 24 doelpunten bij aan het bereiken van de eindronde in de Derde klasse. De inmiddels 26-jarige spits zette in 2013 opnieuw een stap omhoog en tekende bij Lommel United, op dat moment actief in de Tweede klasse. Regales groeide hier onder coach Stijn Vreven uit tot een basisspeler. In december 2014 trof hij in de competitie zijn ex-club Patro Eisden. Regales mocht in de streekderby invallen en maakte het beslissende doelpunt. Met twintig doelpunten werd hij in het seizoen 2014/15 ook topscorer in de Tweede klasse. Regales tekende in de zomer van 2015 een contract voor twee jaar met een optie op een derde bij Oud-Heverlee Leuven, dat in het voorgaande seizoen promoveerde naar de Eerste klasse. Hij speelde twaalf competitiewedstrijden voor de club, maar scoorde ditmaal niet. Zijn enige doelpunt dit seizoen viel in een wedstrijd in het toernooi om de Beker van België.
Regales tekende in juli 2016 een contract tot medio 2017 bij FC Den Bosch, op dat moment actief in de Eerste divisie. In het seizoen 2017/18 zat Regales zonder club. Half september 2018 sloot hij aan bij Lommel SK.
Op 28 maart 2015 speelde Regales als invaller voor Gianluca Maria drie minuten mee namens Curaçaos in de wk-kwalificatie thuiswedstrijd tegen Montserrat (2-1). In januari 2020 tekende hij opnieuw bij Patro Eisden Maasmechelen. Een half jaar later ging hij naar Bocholter VV. Begin 2023 ging hij naar EVV.

## Statistieken
| Seizoen         | Club                      | Competitie                   | Competitie | Competitie | Play-offs | Play-offs | Beker | Beker | Totaal | Totaal |
| Seizoen         | Club                      | Competitie                   | Wed.       | Dlp.       | Wed.      | Dlp.      | Wed.  | Dlp.  | Wed.   | Dlp.   |
| --------------- | ------------------------- | ---------------------------- | ---------- | ---------- | --------- | --------- | ----- | ----- | ------ | ------ |
| 2008/09         | Fortuna Sittard           | Eerste divisie               | 5          | 0          | 0         | 0         | 0     | 0     | 5      | 0      |
| 2009/10         | FC Vinkenslag             | Eerste klasse amateurvoetbal | ..         | ..         | ..        | ..        | ..    | ..    | ..     | ..     |
| 2010/11         | FC Vinkenslag             | Eerste klasse amateurvoetbal | ..         | ..         | ..        | ..        | ..    | ..    | ..     | ..     |
| 2010/11         | Excelsior Veldwezelt      | Vierde klasse C              | 7          | 4          | 0         | 0         | 0     | 0     | 7      | 4      |
| 2011/12         | Excelsior Veldwezelt      | Vierde klasse C              | 30         | 20         | 0         | 0         | 0     | 0     | 30     | 20     |
| 2012/13         | Patro Eisden Maasmechelen | Derde klasse B               | 29         | 24         | 4         | 2         | 0     | 0     | 33     | 26     |
| 2013/14         | Lommel United             | Tweede klasse                | 29         | 13         | 0         | 0         | 1     | 0     | 30     | 13     |
| 2014/15         | Lommel United             | Tweede klasse                | 34         | 20         | 6         | 1         | 2     | 1     | 42     | 22     |
| 2015/16         | Oud-Heverlee Leuven       | Eerste klasse                | 12         | 0          | 0         | 0         | 1     | 1     | 13     | 1      |
| 2016/17         | FC Den Bosch              | Eerste divisie               | 18         | 8          | 0         | 0         | 1     | 0     | 19     | 8      |
| 2018/19         | Lommel SK                 | Eerste klasse B              | 7          | 0          | 0         | 0         | 0     | 0     | 7      | 0      |
| Carrière totaal | Carrière totaal           | Carrière totaal              | 171        | 89         | 10        | 3         | 5     | 2     | 186    | 94     |

| Interlands van Romero Regales       | Interlands van Romero Regales | Interlands van Romero Regales    | Interlands van Romero Regales | Interlands van Romero Regales | Interlands van Romero Regales | Interlands van Romero Regales |
| №                                   | Datum                         | Locatie                          | Wedstrijd                     | Uitslag                       | Competitie                    | Goals                         |
| Als spelers van Lommel United       | Als spelers van Lommel United | Als spelers van Lommel United    | Als spelers van Lommel United | Als spelers van Lommel United | Als spelers van Lommel United | Als spelers van Lommel United |
| ----------------------------------- | ----------------------------- | -------------------------------- | ----------------------------- | ----------------------------- | ----------------------------- | ----------------------------- |
| 1                                   | 29 maart 2015                 | Ergilio Hato Stadion, Willemstad | Curaçao – Montserrat          | 2 – 1                         | WK-kwalificatie 2018          | 0                             |
| Totaal                              | Totaal                        | Totaal                           | Totaal                        | Totaal                        | Totaal                        | 0                             |
| Laatst bijgewerkt op 30 maart 2015. |                               |                                  |                               |                               |                               |                               |

## Erelijst
Lommel United
- Topscorer Tweede klasse (1): 2014/15